# Kyathumgere, Mandya
Kyathumgere là một làng thuộc tehsil Mandya, huyện Mandya, bang Karnataka, Ấn Độ.